# Día de los caídos
 Día de los caídos  es el vigésimo segundo capítulo de la quinta temporada de la serie dramática El ala oeste de la Casa Blanca.

## Argumento
Las presiones para bombardear Gaza como represalia por el atentado se incrementan. El Presidente duda entre la solución diplomática y la militar, de la que es partidario Leo. Frente a su jefe de gabinete, se posiciona Kate Harper, quien es partidaria de enviar a la justicia palestina al responsable del ataque. En un último intento, la ayudante de la Secretaría de Seguridad, manda a Josh a entrevistarse con un hijo del primer ministro palestino, quien está dispuesto a derrocar al presidente, aliado de los terroristas, y colaborar estrechamente con los Estados Unidos.
Toby intenta junto a Charlie entrenar al Presidente para su lanzamiento en un partido de béisbol. Poco antes ha visto como su jefe ha rechazado un discurso breve que había preparado condenando el atentado, pasando de un tono enérgico y bélico a uno pausado y diplomático.
Además, durante el episodio aparece varios flashbacks tras la elección presidencial en el que aparece Leo aconsejando a su amigo y jefe sobre el envío de tropas a Filipinas. Al Presidente le atormenta la idea de que muchos de ellos no volverán a casa. Mientras, Donna parece que se va recuperando en Alemania. Además de ser visitada por Josh, aparece su amante Colin Ayres, quien le trae un ramo de flores. Pero su estado empeora súbitamente y es operada de urgencia.

## Curiosidades
- El lanzamiento presidencial que aparece al final del partido es real, y de hecho se aprovechó para filmarlo las conciones del estadio Oriole Park at Camden Yards. Otros presidentes ficticios han estado en este mismo estadio: Kevin Kline ( "Dave") y Chris Rock ( "Head of State").[1]

## Premios
- Nominado al mejor actor principal dramático: Martin Sheen en los Premios Emmy.[1]

- Nominado al mejor actor secundario dramático: John Spencer en los Premios Emmy.[1]

## Enlaces
- Enlace al Imdb
- Guía del Episodio (en inglés)